# Adonisea multiplex
Adonisea multiplex är en fjärilsart som beskrevs av Max Wilhelm Karl Draudt 1935. Adonisea multiplex ingår i släktet Adonisea och familjen nattflyn. Inga underarter finns listade i Catalogue of Life.